# يو يوان يوان (كرة يد)
يو يوان يوان (بالصينية: 于源源) مواليد 30 يناير 1995، هي لاعبة كرة يد صينية تلعب كجناح أيسر. مثلت منتخب الصين لكرة اليد للسيدات.

## سجل المنافسة
شاركت في البطولات التالية:
- بطولة العالم لكرة اليد للسيدات 2013
- بطولة العالم لكرة اليد للسيدات 2015